# Еллаєнс (Північна Кароліна)
Еллаєнс (англ. Alliance) — місто (англ. town) в США, в окрузі Памліко штату Північна Кароліна. Населення — 733 особи (2020).

## Географія
Еллаєнс розташований за координатами 35°8′37″ пн. ш. 76°48′30″ зх. д. / 35.14361° пн. ш. 76.80833° зх. д. (35.143508, -76.808461).  За даними Бюро перепису населення США в 2010 році місто мало площу 5,40 км², уся площа — суходіл.

## Демографія
Згідно з переписом 2010 року, у місті мешкало 776 осіб у 290 домогосподарствах у складі 197 родин. Густота населення становила 144 особи/км².  Було 320 помешкань (59/км²).
Расовий склад населення:
| - 80,7 % — білих - 15,9 % — чорних або афроамериканців - 0,4 % — азіатів - 0,3 % — корінних американців - 2,1 % — осіб інших рас |

До двох чи більше рас належало 0,8 %. Частка іспаномовних становила 3,1 % від усіх жителів.
За віковим діапазоном населення розподілялося таким чином: 20,0 % — особи молодші 18 років, 53,7 % — особи у віці 18—64 років, 26,3 % — особи у віці 65 років та старші. Медіана віку мешканця становила 47,0 року. На 100 осіб жіночої статі у місті припадало 82,2 чоловіків;  на 100 жінок у віці від 18 років та старших — 78,4 чоловіків також старших 18 років.
Середній дохід на одне домашнє господарство  становив 51 217 доларів США (медіана — 40 982), а середній дохід на одну сім'ю — 65 229 доларів (медіана — 54 083). За межею бідності перебувало 17,0 % осіб, у тому числі 25,8 % дітей у віці до 18 років та 23,8 % осіб у віці 65 років та старших.
Цивільне працевлаштоване населення становило 211 осіб. Основні галузі зайнятості: освіта, охорона здоров'я та соціальна допомога — 28,0 %, публічна адміністрація — 14,7 %, будівництво — 11,8 %, виробництво — 10,0 %.